# 866 Fatme
866 Fatme è un asteroide della fascia principale del diametro medio di circa 88,31 km. Scoperto nel 1917, presenta un'orbita caratterizzata da un semiasse maggiore pari a 3,1279572 UA e da un'eccentricità di 0,0591144, inclinata di 8,64782° rispetto all'eclittica.
Il suo nome fa riferimento ad un personaggio di Abu Hassan, opera del compositore tedesco Carl Maria von Weber.